# Cercidospora verrucosaria
Cercidospora verrucosaria är en lavart som först beskrevs av Linds., och fick sitt nu gällande namn av Johann Franz Xaver Arnold 1874. Cercidospora verrucosaria ingår i släktet Cercidospora, klassen Dothideomycetes, divisionen sporsäcksvampar och riket svampar.  Arten är reproducerande i Sverige. Inga underarter finns listade i Catalogue of Life.